# Fatsa
Fatsa ist eine Stadtgemeinde (Belediye) im gleichnamigen Ilçe (Landkreis) der Provinz Ordu am Schwarzen Meer und gleichzeitig eine Gemeinde der 2013 geschaffenen Büyüksehir belediyesi Ordu (Großstadtgemeinde/Metropolprovinz) in der Türkei. Seit der Gebietsreform 2013 ist die Gemeinde flächen- und einwohnermäßig identisch mit dem Landkreis.
Fatsa liegt direkt am Meer, die Flüsse Elekçi Deresi und Bolaman Irmağı münden hier. Möglicherweise wurde Fatsa durch Strabon bereits im 1. Jahrhundert nach Christus in Form von Phábda erwähnt. In byzantinischer Zeit hieß es Phádissa. 
Zwischen Oktober 1979 und Juli 1980 kam es unter dem sozialistischen Bürgermeister Fikri Sönmez zu dem Experiment einer Selbstverwaltung (siehe Selbstverwaltung in Fatsa), das durch eine militärische Intervention im Zusammenhang mit dem Militärputsch in der Türkei 1980 gestoppt wurde.

## Einwohnerentwicklung
| 1960   | 1965   | 1970   | 1975   | 1980   | 1985   | 1990   | 2000   |
| ------ | ------ | ------ | ------ | ------ | ------ | ------ | ------ |
| 06.841 | 09.738 | 14.266 | 19.758 | 22.805 | 29.811 | 39.467 | 63.721 |

## Verwaltung
Der Kreis Fatsa (bzw. sein Vorgänger Kaza) existierte ebenso wie Mesudiye, Ordu und Ünye bereits vor Gründung der Republik (1923). In den Jahren 1950 und 1990 büßte er etwa zwei Drittel seiner Landfläche ein:
- am 1. April 1960 durch Abtrennung und Bildung der zwei Landkreise Korgan und Kumru im Südwesten (Gesetz Nr. 7033)
- am 20. Mai 1990 durch Abtrennung und Bildung der zwei kleineren Kreise Çamaş und Çatalpınar im Südosten (Gesetz Nr. 3644)

(Bis) Ende 2012 bestand der Landkreis neben der Kreisstadt (Ende 2012: 74.602 Einw.) aus den acht Stadtgemeinden (Belediye) Aslancami (1.959), Bolaman (5.633), Geyikçeli (2.335), Hatipli (3.373), Ilıca (2.060), İslamdağ (953), Kösebucağı (1.147) und Yalıköy (1.944). Diese wurden – ebenso wie die 58 Dörfer (Ende 2012: 13.025 Einw.) – im Zuge der Verwaltungsreform 2013 in Mahalle (Stadtviertel, Ortsteile) überführt, wobei die 13 bestehenden Mahalle der Kreisstadt erhalten blieben. Den Mahalle steht ein Muhtar als oberster Beamter vor.
Ende 2020 lebten durchschnittlich 1.382 Menschen in jedem dieser 89 Mahalle, 15.851 Einwohner im bevölkerungsreichsten (Evkaf Mah. gefolgt vom Kurtuluş Mah. mit 15.762).

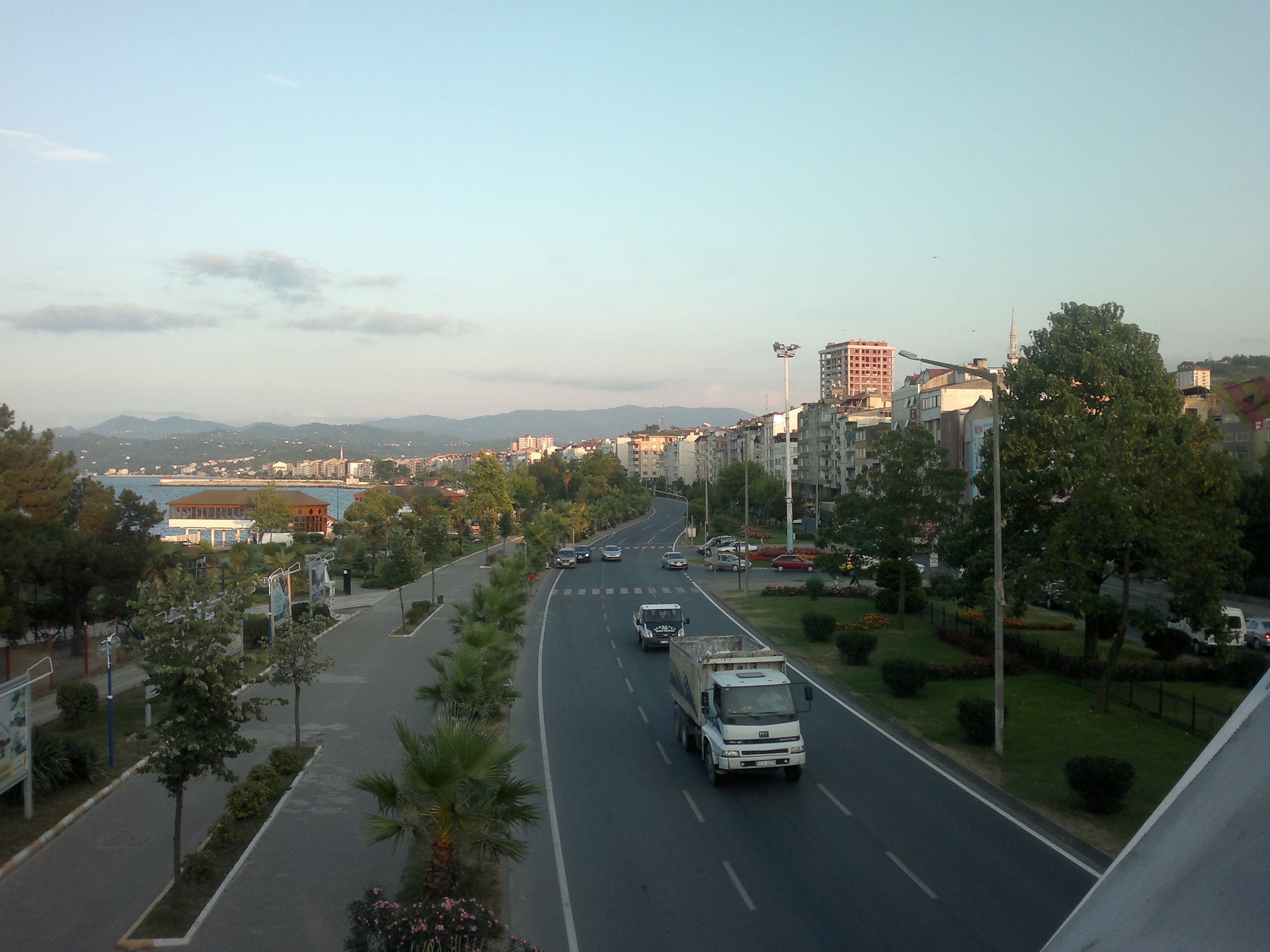
Stadtblick

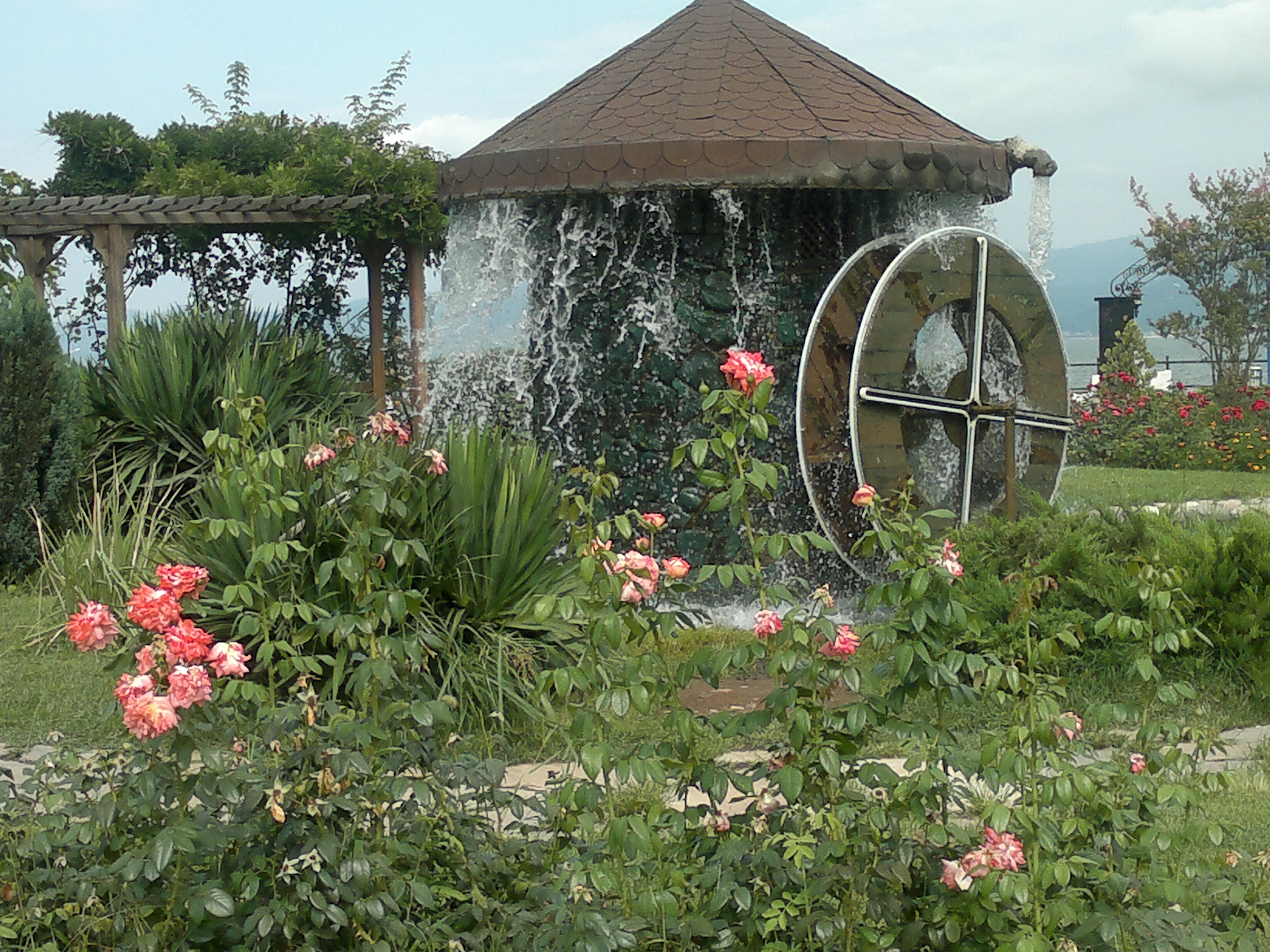
Wassermühle

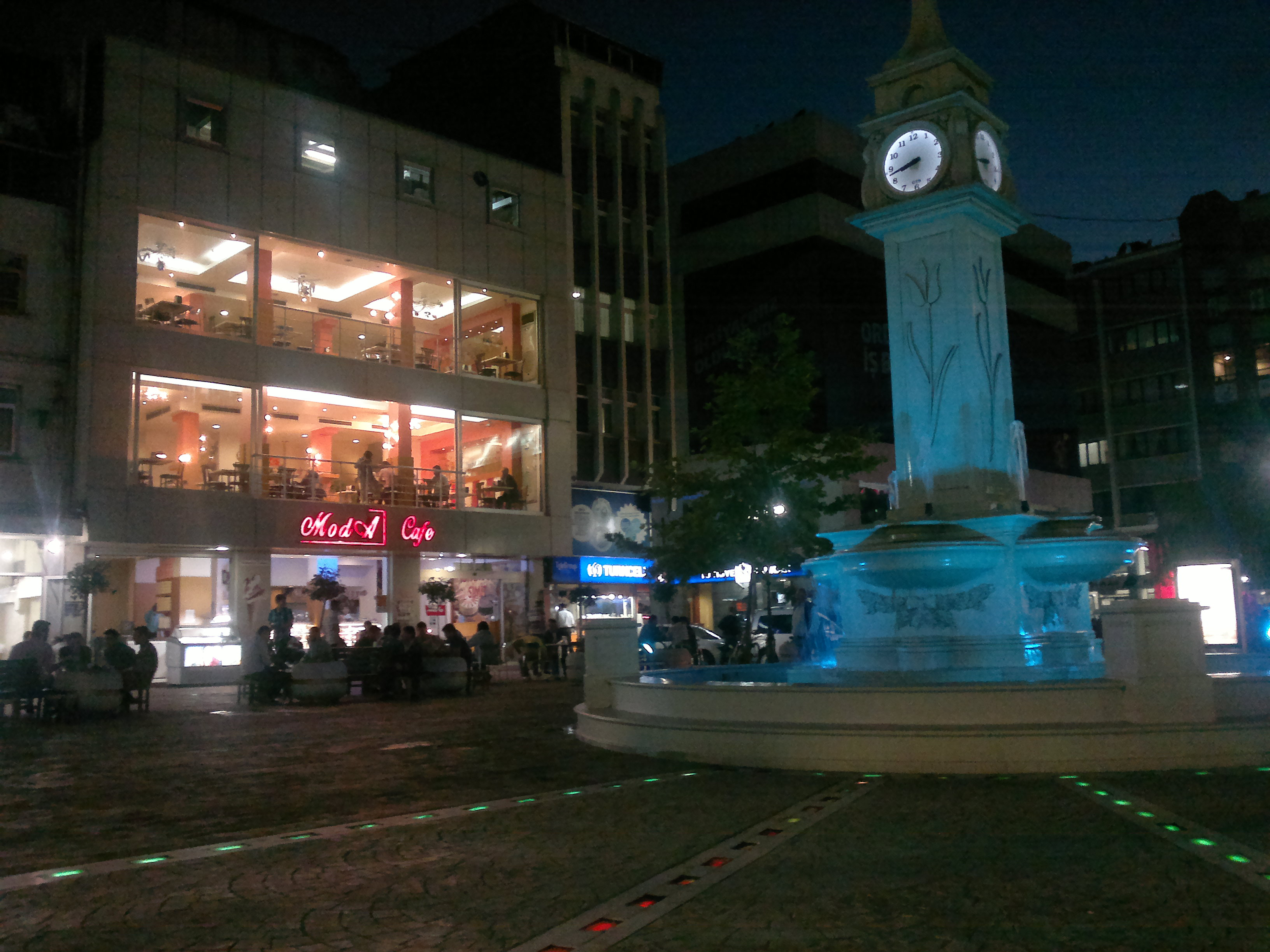
Meydan

## Politik

### Wahlen
| Partei | Stimmen | Anteil (%) |
| ------ | ------- | ---------- |
| AKP    | 38.817  | 58,78      |
| CHP    | 18.660  | 28,26      |
| SAADET | 6.054   | 9,17       |
| BPP    | 1.657   | 2,51       |
| BTP    | 222     | 0,34       |

|      | Stimmen | Anteil (%) |
| ---- | ------- | ---------- |
| JA   | 31.786  | 60,36      |
| NEIN | 20.871  | 39,64      |

## Persönlichkeiten
- Erdoğan Arıca (1954–2012), Fußballspieler und -trainer
- Soner Arıca (* 1966), Popsänger
- Hekimoğlu († 1913), Rebell im 19. Jahrhundert
- Kadir İnanır (* 1949), Schauspieler
- Fikri Sönmez (1938–1985), Bürgermeister von Fatsa
- Serkan Tören (* 1972), deutscher Politiker (FDP)